# К мальчику-прислужнику
«К мальчику-прислужнику» — условное название стихотворения римского поэта Гая Валерия Катулла, включённого в состав посмертного сборника («Книги Катулла Веронского») под номером 27. Здесь поэт обращается к мальчику и велит ему наливать в чашу «вина покрепче», не разбавляя его водой. Катулл использует старую шутку о вреде воды для человеческих душ, которая встречается, например, у греческого комедиографа Дифила.
Стихотворение пользовалось популярностью в античную эпоху. Его комментирует Авл Геллий в «Аттических ночах». Один из переводов стихотворения на русский язык принадлежит Александру Пушкину.